# Otway (Ohio)
Pour les articles homonymes, voir Otway.
Otway est un village américain situé dans le comté de Scioto, dans l’Ohio. Selon le recensement de 2010, sa population est de 87 habitants.